# Borysthenia naticina
Borysthenia naticina е вид коремоного от семейство Valvatidae.

## Разпространение
Видът е разпространен в Австрия, България, Германия, Латвия, Литва, Полша, Румъния, Русия (Калининград), Словакия, Сърбия, Украйна и Унгария.